# 熊本市立錦ヶ丘中学校
熊本市立錦ヶ丘中学校（くまもとしりつ にしきがおかちゅうがっこう）は、熊本県熊本市東区錦ヶ丘にある公立中学校。創立以来ベル（チャイム）のない学校である。昭和57年度の卒業生は609名を数えた。

## 沿革
- 1966年（昭和41年）9月 - 熊本市立帯山中学校分校として開校（1年生のみ3クラス）
- 1967年（昭和42年）4月 - 熊本市立錦ヶ丘中学校として独立開校[1]。
- 1968年（昭和43年） - 校歌制定[1]。
- 1982年（昭和57年） - 熊本市立東町中学校を分離[1]。
- 1991年（平成3年） - 熊本市立長嶺中学校を分離[1]。

## 歴代校長
- 1967年（昭和42年） - 初代校長 塩津 正雄
- 1973年（昭和48年） - 2代校長 城本 辰記
- 1976年（昭和51年） - 3代校長 村上 学
- 1977年（昭和52年） - 4代校長 郷 愛明
- 1984年（昭和59年） - 5代校長 上野 虎幸
- 1987年（昭和62年） - 6代校長 森川 健祐
- 1989年（平成元年） - 7代校長 津田 清幸
- 1991年（平成3年） - 8代校長 土山 末人
- 1993年（平成5年） - 9代校長 池田 昌昭
- 1996年（平成8年） - 10代校長 竹下 純治
- 1998年（平成10年） - 11代校長 杉村 健
- 2002年（平成14年） - 12代校長 下城 統
- 2005年（平成17年） - 13代校長 藤本 明博
- 2008年（平成20年） - 14代校長 山田 昭雄
- 2010年（平成22年） - 15代校長 村上 浩二
- 2014年（平成26年） - 16代校長 上妻 昭仁
- 2020年（令和2年）　-17代校長　出崎友英

## 校歌
1968年（昭和43年）3月17日制定
- 作詞: 城本辰記
- 作曲: 滝本泰三

## クラブ活動

### 運動部
- バレーボール部
- バスケットボール部
- サッカー部
- ソフトテニス部
- 陸上部
- バドミントン部
- 卓球部
- 剣道部
- 柔道部
- 野球部
- 水泳部

### 文化部
- 吹奏楽部
- 合唱部（同声）
  - 2009年（平成21年）- 第76回NHK全国学校音楽コンクール優良賞・第62回全日本合唱コンクール金沢市教育委員会賞（金賞）
- 放送部
- 科学部
- 美術部
- 緑化同好会

## 著名な卒業生
- わたなべひろし（アニメーター、アニメ演出家）
- 武田双雲（書道家）
- 武田双龍（書道家）
- 茂森あゆみ（歌手、女優、タレント）
- タケル（歌手）
- 釘宮理恵（声優）
- 城本勝（NHK解説副委員長）
- 緒方耕一（プロ野球選手）
- 森山佳郎（プロサッカー選手、指導者）
- 櫛野亮（プロサッカー選手）
- 福留亮（プロサッカー選手）
- 山口武士（プロサッカー選手）
- 久木田紳吾（プロサッカー選手）
- ダイタク（お笑い芸人・漫才師・ヨシモトクリエイティブエージェンシー所属）
- 西美貴子（プロゴルファー）
- 石岡塁（ミュージシャン）
- 湯之上聡（NBL所属の男子プロバスケットボールチーム「熊本ヴォルターズ」の運営法人「熊本バスケットボール株式会社」社長）
- 本田千穂 （テレビ熊本アナウンサー）[2]
- 竹本萌瑛子（モデル）
- 田上成美（歌手）

## アクセス

### 路線バス
錦ヶ丘住宅前バス停
- 九州産交バス
  - 県18 県15 木山線
  - 県14 沼山津線
  - 県16 熊本空港線

## 学校周辺
- 熊本県立熊本工業高等学校
- 熊本東郵便局
- 東区役所 東部出張所
- 陸上自衛隊西部方面総監部
- 健軍神社
- 熊本県庁